# Ruinenkirche Spindeltal

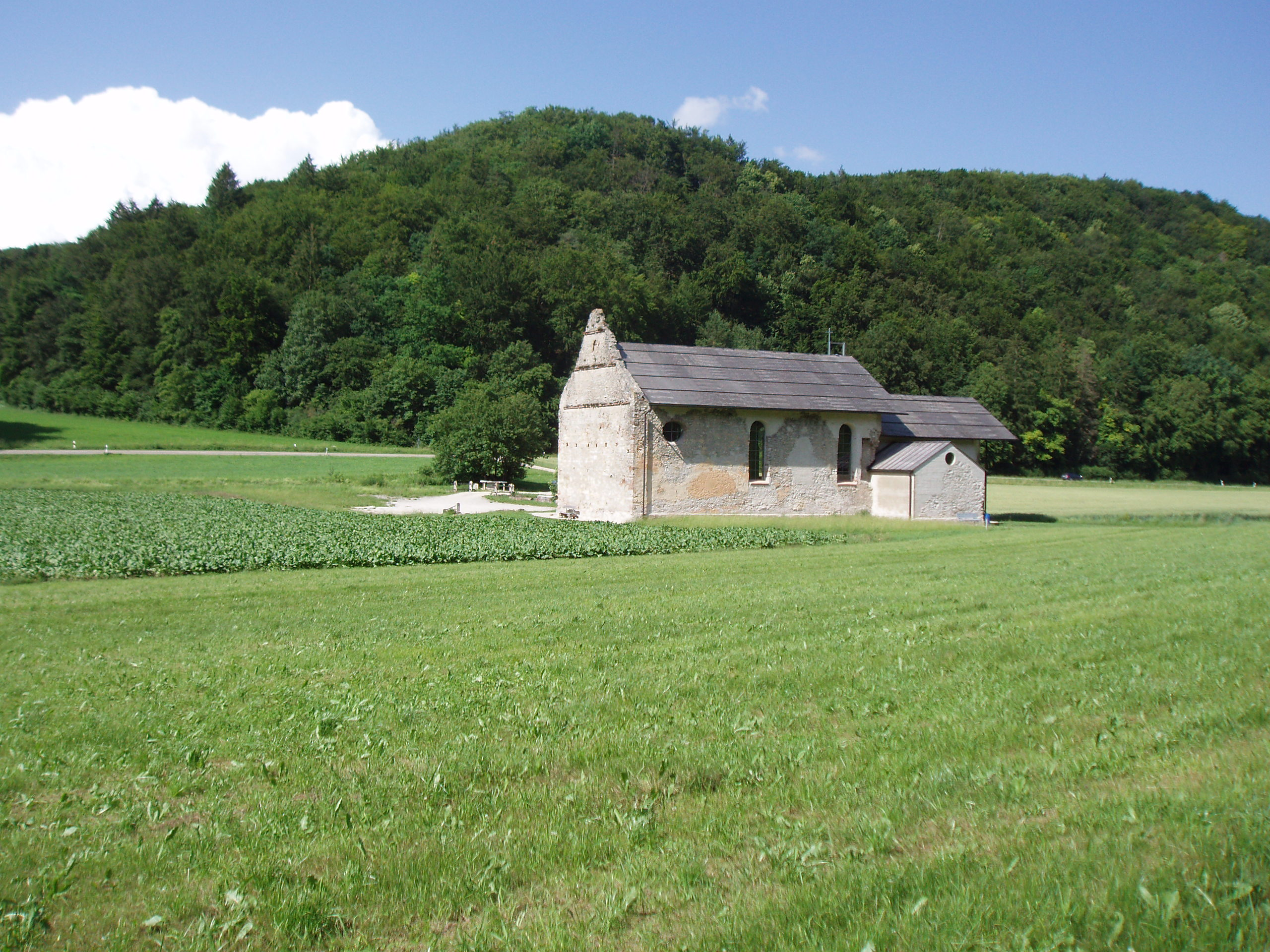
Ruinenkirche im Spindeltal, Ansicht von Süden

Die Ruinenkirche Spindeltal ist eine wiederbelebte mittelalterliche Marienwallfahrtsstätte bei Wellheim im Landkreis Eichstätt in Oberbayern.

## Lage
Die Spindeltal-Ruinenkirche liegt am südlichen Talrand des Spindeltals, eines Seitentals des Wellheimer Trockentals in der Südlichen Frankenalb, ca. zwei Kilometer westlich vom Wellheimer Ortsteil Konstein. Kirchlich gesehen liegt sie an der Grenze zwischen den Bistümern Eichstätt und Augsburg, im Pfarrsprengel Wellheim/Rennertshofen (Bistum Augsburg). Der Name des Tals soll sich von Spindelbäumen ableiten.

## Geschichte

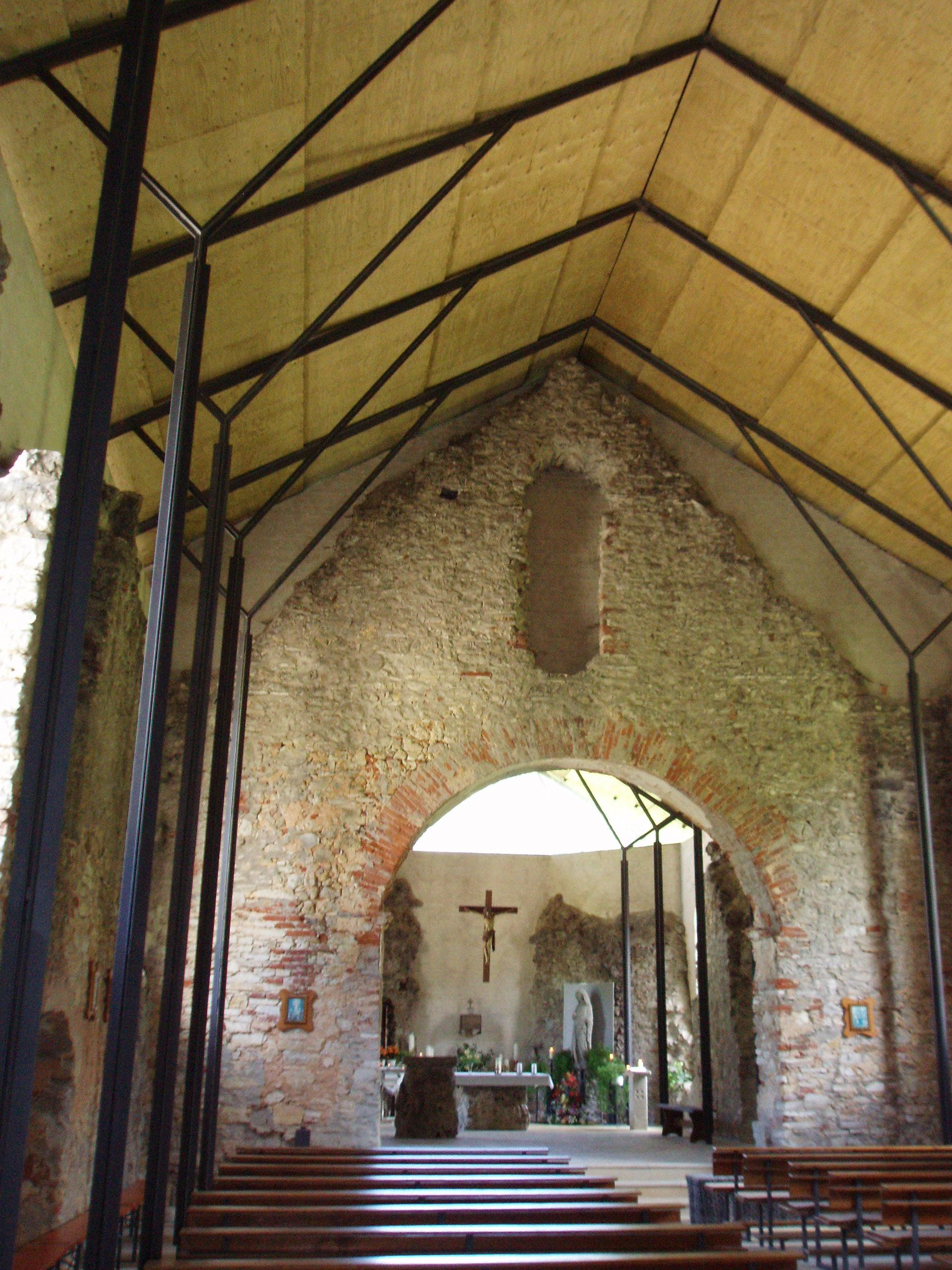
Inneres der Ruinenkirche im Spindeltal

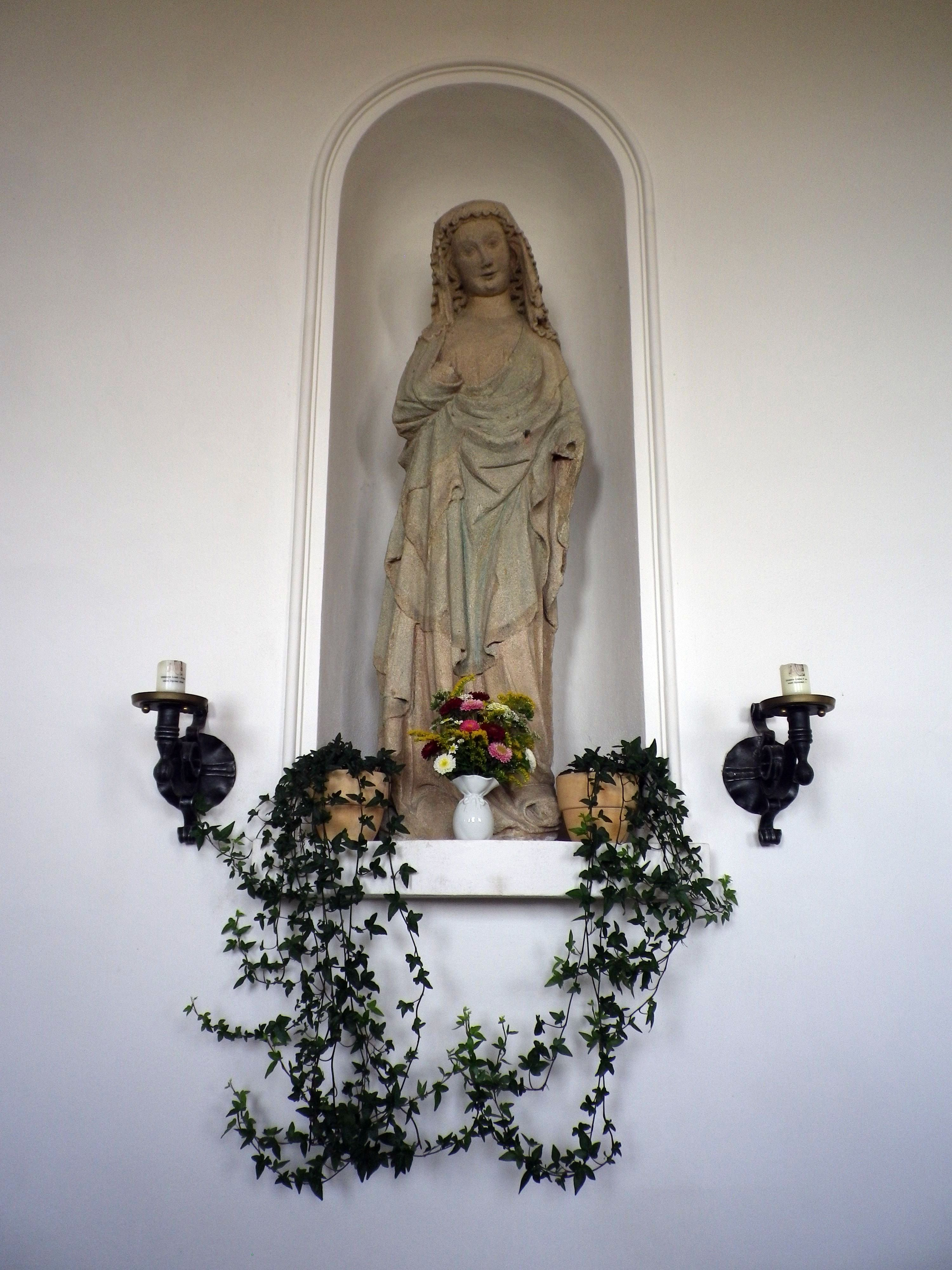
Die gotische Madonnenfigur in der Kirche von Ensfeld (Mörnsheim)

Graf Conrad von Helfenstein, Landvogt von Monheim, erwarb im Jahre 1458 vom Markgrafen von Ansbach Burg und Markt Wellheim als erbliches Lehen. Sein Sohn Jörg von Helfenstein ließ 1477/78 im Spindeltal anstelle einer baufälligen Marienkapelle eine gotische Kirche errichten, die sich rasch zu einer Marienwallfahrtsstätte entwickelte.
Nach Aussterben der Heidenheim-Wellheimer Hauptlinie der Helfensteiner (1517) und nach seinem Religionswechsel 1542 ließ der Neuburger Pfalzgraf Ottheinrich um 1550 die Kapelle profanieren, Kirchengeräte entfernen und das Dach abtragen. Dies bedeutete das Ende der Wallfahrt.
1727 stürzte Franz Ferdinand von Schwab, Herr auf Trippach und pfalz-neuburgischer Kastner zu Graisbach, in der Nähe der Kirchenruine vom Pferd, blieb aber unverletzt. Aus Dankbarkeit brachte er in der Ruine ein Mariengemälde an. Bald setzten wieder Wallfahrten aus den Dörfern der Umgebung ein. Der Pfarrer vom nahen Rögling, zum Bistum Eichstätt gehörend, der 1729 auf den alten gotischen Resten die Kirche neu erbaut und 1747 erweitert hatte, stritt sich jahrzehntelang mit dem Pfarrer von Wellheim, zum Bistum Augsburg gehörend, um die Wallfahrtseinnahmen; Ursache war die nicht eindeutige Lage der Kirche. Auch der Pfarrer vom benachbarten Ort Ensfeld (Bistum Eichstätt) reklamierte die Einnahmen für sich. Nachdem die Wellheimer erneut die Opfer an sich genommen hatten, beantragte das Ordinariat Eichstätt beim Ordinariat Augsburg am 26. April 1781 den Abbruch. Man verständigte sich auf eine kleinere Lösung, nämlich die Kirche nicht zu "demolieren", sondern sie zu schließen und dem natürlichen Verfall zu überlassen. Da die Wallfahrten auch zur geschlossenen Kirche nicht nachließen, wurde die Kirche in Ausführung einer Neuburger Regierungsanordnung vom Landrichter von Monheim 1783 zerstört. Der Grund wurde an Privat verkauft. Das Pilger-Wirtshaus hielt sich noch bis 1811.
In Rögling hatte der Pfarrer 1775 für das Spindeltal-Gnadenbild eine Kapelle an die Pfarrkirche angebaut; dorthin gelangte aus der Spindeltalkirche außer dem Gnadenbild auch ein Rokoko-Altar von 1750 mit einer Anna-selbdritt-Darstellung und Plastiken der Eichstätter Bistumsheiligen Willibald und Walburga.
In der Ruine wurde 1931 eine verschüttete gotische Madonnenfigur aus Ellinger Buntsandstein gefunden und in die nahe Pfarrkirche von Ensfeld verbracht. Nach einem erneuten Besitzstreit verblieb sie dort. Der Ensfelder Hochschullehrer Andreas Bauch, Regens des Priesterseminars Eichstätt und Professor der dortigen Philosophisch-theologischen Hochschule, ließ in den 1960er Jahren das Bruchsteinmauerwerk der Ruine festigen, um sie vor dem gänzlichen Zerfall zu bewahren.
1984 wurde in der Ruine auf Privatinitiative hin ein Holzkreuz aufgestellt und bald darauf wieder ein Madonnenbild angebracht. Ab 1985 wieder regelmäßig Ziel von Gläubigen, wurde die Ruinenkirche trotz Bedenken des Denkmalschutzes teilweise wieder aufgemauert und mit einem Schutzdach versehen, wurden Fenster und Türen eingebaut und Bänke eingestellt. Im Oktober 1996 segnete der Eichstätter Bischof Walter Mixa die nunmehrige Ruinenkirche „Zu unserer lieben Frau im Spindeltal“. 2005 fand dort das 10. Motorradtreffen der Katholischen Landjugendbewegung Eichstätt statt. Der jährliche Motorradgottesdienst hat sich seither fest etabliert. 2006 wurde eine Kopie der Spindeltal-Madonna in der Kirche aufgestellt. Die jetzige Kirche wird von der Diözese Augsburg als zur Pfarrei Wellheim als Teil der Filialkirche Gammersfeld gehörend betrachtet. Sie ist jedoch nicht in Kirchenbesitz, sondern im Rahmen eines Pachtvertrages im Besitz eines eingetragenen Vereins (Freunde der Spindeltalkirche e. V.).
Regelmäßige Messfeiern finden aufgrund der personellen Situation in der Seelsorgeeinheit spätestens seit 2001 nicht mehr statt. Die Kirche kann aber für Kasualfeiern nach Anmeldung bei der Pfarreiengemeinschaft Urdonautal und Absprache des Vereins genutzt werden.